# Coleophora niphomesta
Coleophora niphomesta is een vlinder uit de familie kokermotten (Coleophoridae). De wetenschappelijke naam van deze soort is voor het eerst geldig gepubliceerd in 1917 door Meyrick.
De soort komt voor in tropisch Afrika.

## Synoniemen
- Coleophora sarobiensis Toll & Amsel, 1967[1]